# Otavia
Otavia antiqua ist ein rundes bis unregelmäßiges, phosphatisiertes Mikrofossil, das in Namibia in 760 bis 550 Millionen Jahre alten Gesteinen gefunden wurde. Das älteste Otavia-Fossil stammt aus der Otavi-Gruppe (Ombombo-Supergruppe (Okakuyu-Formation)), die zwischen einer aus vulkanischer Asche entstandenen Schicht, die auf ein Alter von 760±1 Millionen Jahren datiert wird, und der etwa 710 Millionen Jahre alten, während einer Eiszeit abgelagerten Chuos-Formation liegt. Funde mittleren Alters liegen aus der Ombaatjie- und Auros-Formationen vor, Phasen der Eisschmelze, die auf ein Alter von 635,5±1,2 Millionen Jahren datiert werden. Die stratigraphisch jüngsten bekannten Otavia-Fossilien wurde in Felsen der Nama-Gruppe (Zaris-Formation) gefunden, die mit Schichten unterhalb einer auf ein Alter von 548,8±1 Millionen Jahren datierten Ascheschicht liegen.
Otavia entwickelte sich vor der als Schneeball Erde bezeichneten Vergletscherung im Neoproterozoikum und überlebte diese Periode klimatischer Extreme. Die ältesten Fossilien von Otavia, das als schwammartiger Organismus angesehen wird, datieren damit die Entstehung der vielzelligen Tiere (Metazoa), bisher auf einen Zeitraum von vor 600 bis 650 Millionen Jahren geschätzt, etwa 100 bis 150 Millionen Jahre weiter zurück in die Vergangenheit.

## Merkmale
Otavia antiqua ist kugelförmig, oval bis unregelmäßig geformt und hat einen Durchmesser von 0,3 bis 5 mm. Die äußere Oberfläche ist mit zahlreichen kleinen bis größeren Öffnungen perforiert. Die Größe dieser Öffnungen liegt im Mikrometer-Bereich. Die Außenhaut ist dünn (viele bis einige Dutzend Mikrometer dick) und enthält typischerweise Calciumphosphat. Die Öffnungen führen in einen unregelmäßig geformten und in Längsrichtung verlaufenden, inneren Hohlraum. Diese Merkmale werden als Ostien und Gastralraum interpretiert.

## Kritik
Wie bei allen proterozoischen Schwammfossilien, ist auch in diesem Fall die Zuordnung spekulativ und ungesichert. Definitive Merkmale der Zuordnung zu den Porifera (oder den Metazoa überhaupt) fehlen und beruhen überwiegend auf negativer Evidenz (fehlende Merkmale). Selbst die biogene Entstehung der Strukturen ist keinesfalls nachgewiesen. Eine neuere Überarbeitung stuft sie lediglich als Calciumphosphat-Körner, deren Oberfläche durch Sedimentbewegung aufgeraut wurde, ein.